# Gruczoł

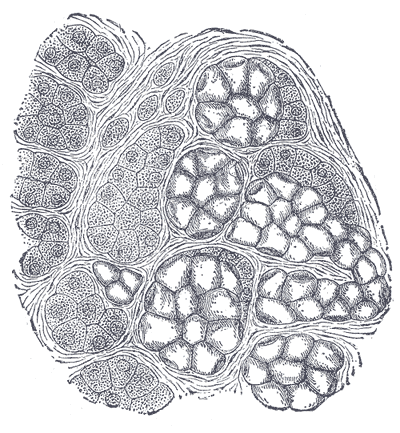
Przykład gruczołu – ludzka ślinianka podżuchwowa. Po prawej jest zgrupowanie pęcherzyków śluzowych, a po lewej pęcherzyków surowiczych.

Gruczoł – struktura występująca u zwierząt wyspecjalizowana w wydzielaniu. Mogą być to pojedyncze komórki gruczołowe i wyodrębniony narząd.
Z wyjątkiem rdzenia nadnerczy i przedniej części przysadki, gruczoły zbudowane są z tkanki nabłonkowej. Wydzielina wytworzona przez gruczoł może być uwalniana do przestrzeni pozakomórkowej przez egzocytozę lub dzięki osmozie przechodzić bezpośrednio do płynów ustrojowych (krew, limfa).

## Podziały gruczołów
Ze względu na wydzielaną substancję wyróżnia się:
- gruczoły potowe,
- gruczoły mlekowe,
- gruczoły jadowe,
- gruczoły trawienne.

Ze względu na zasięg działania wyróżnia się:
- gruczoły egzokrynne (gruczoły wydzielania zewnętrznego),
- gruczoły endokrynne (gruczoły wydzielania wewnętrznego, gruczoły dokrewne, hemokrynowe),
- gruczoły parakrynowe (gruczoły wydzielające sekret do istoty międzykomórkowej skąd przedostaje się on do komórek w obrębie tej samej tkanki),
- gruczoły autokrynowe (gruczoły wydzielające sekret poza obręb własnej błony komórkowej i działające zwrotnie same na siebie),
- gruczoły jukstakrynowe (gruczoły wydzielające sekret bezpośrednio do sąsiednich komórek, z którymi jest połączona ich błona komórkowa).

Ze względu na sposób wydzielania wyróżnia się:
- gruczoły merokrynowe = gruczoły ekrynowe,
- gruczoły apokrynowe,
- gruczoły holokrynowe.

Komórki gruczołu mogą być położone w nabłonku pojedynczo, w przypadku gruczołów jednokomórkowych, lub w większych zespołach, w przypadku gruczołów wielokomórkowych. Wśród gruczołów wielokomórkowych rozróżnia się cewkowe, pęcherzykowe i cewkowo-pęcherzykowe.

## Przykłady gruczołów u człowieka
Substancje mogą być wydzielane:
- na powierzchnię ciała:
  - gruczoły potowe – pot;
  - gruczoły łojowe – substancja łojowa;
  - gruczoły mlekowe – mleko.
- do przewodu pokarmowego
  - ślinianki – ślina
  - gruczoły śluzowe – śluz
  - wątroba – żółć
  - zewnątrzwydzielnicza część trzustki – sok trzustkowy
- do krwi (gruczoły wydzielania wewnętrznego, oznaczenia na rysunku obok)
  - szyszynka (1)
  - przysadka mózgowa (2)
  - tarczyca (3)
  - grasica (4)
  - nadnercza (5)
  - trzustka (6)
  - jajniki (7)
  - jądra (8)
  - podwzgórze
  - przytarczyce

## Dodatkowe ryciny

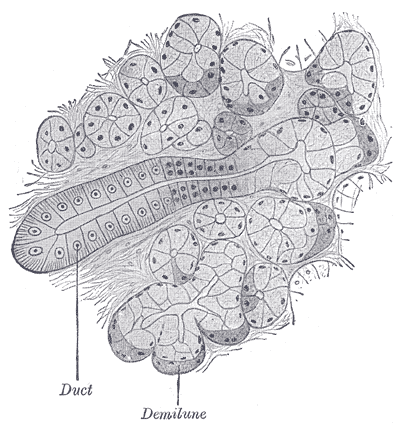
Przekrój przez śliniankę podżuchwową kota.
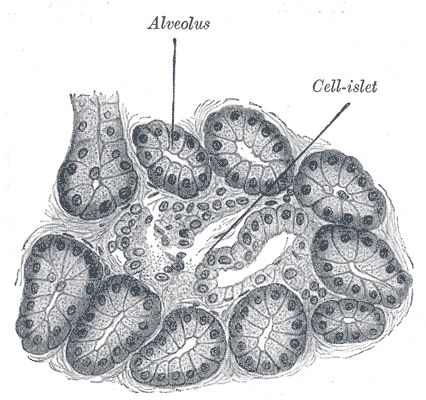
Przekrój przez trzustkę psa.
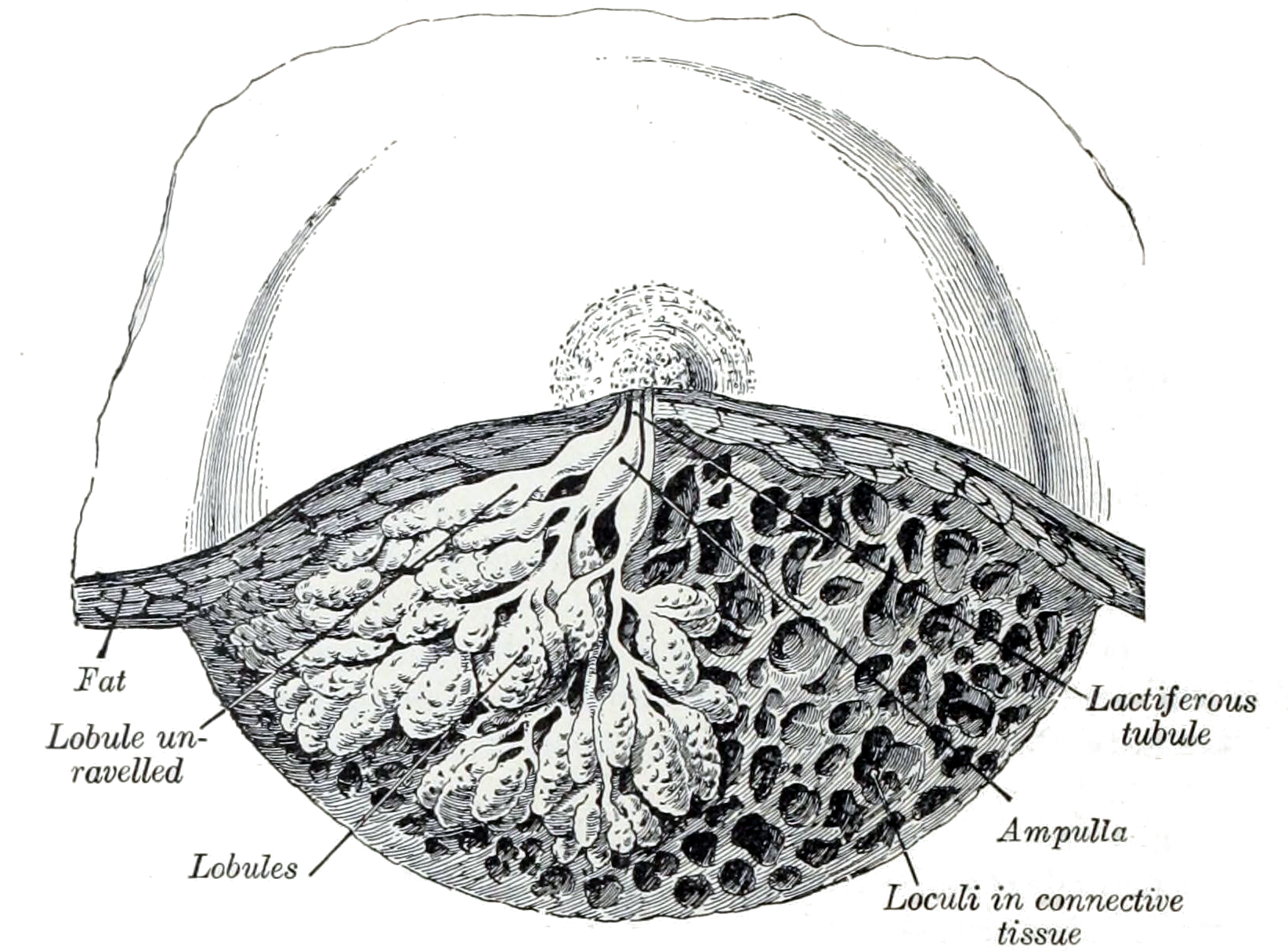
Wypreparowanie gruczołu sutkowego w stadium laktacji.
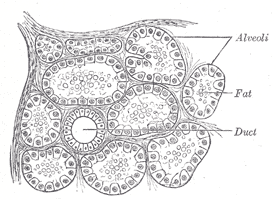
Przekrój sutka.
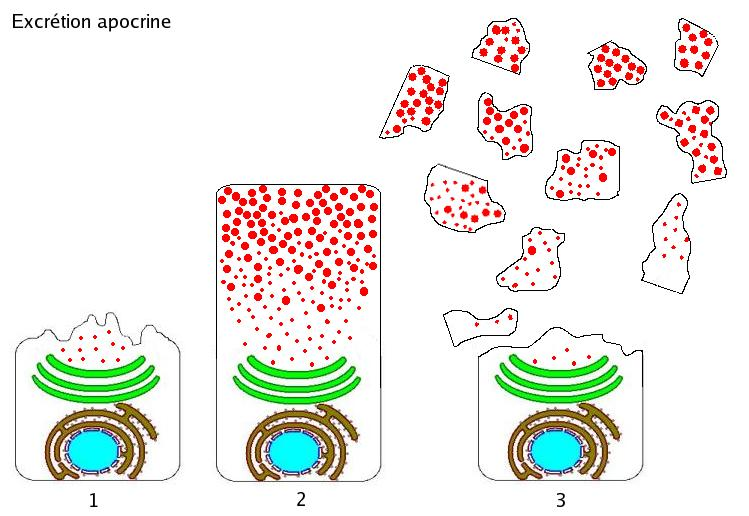
Wydzielanie apokrynowe.